# РД-120
РД-120 (11Д123, ракетный двигатель-120) — жидкостный ракетный двигатель, разработанный НПО Энергомаш в 1985 году для использования в качестве маршевого второй ступени на ракетах-носителях семейства «Зенит». Производится на Южном машиностроительном заводе в Днепре (Украина).
Существуют две модификации: более мощный РД-120 форсированный и разрабатываемый земной вариант РД-120К.

## История
Разработкой двигателя РД-120 с 16 марта 1976 года занималось НПО Энергомаш одновременно с началом разработки РН «Зенит», согласно Постановлению ЦК КПСС и Совета Министров СССР. Целью разработки, проводимой под общим руководством Виталия Петровича Радовского, был однокамерный маршевый жидкостный ракетный двигатель для второй ступени «Зенита», способный давать большой удельный импульс в вакууме.
До 1982 года экспериментальные модели производились в НПО Энергомаш, впоследствии двигатель был передан в серийное производство на Южмаш. До 1985 года проводились наземные испытания.
Первые лётные испытания РД-120 в составе носителя «Зенит» были запланированы на 12 апреля 1985 года. В тот день на космодроме Байконур поднялась пыльная буря. И хотя поначалу пуск отменять не собирались, за 11 минут до старта не прошла операция разведения захвата установщика. Пуск перенесли на следующий день. 13 апреля старт был успешным, но на 410-й секунде в керосиновом баке РД-120 закончилось горючее вследствие неправильной настройки регулятора расхода топлива. Проблема заключалась в том, что по команде уменьшения расхода керосина регулятор его увеличивал.
Второй пуск РН «Зенит» был осуществлён 21 июня 1985 года, оказавшийся для второй ступени снова неудачным. РД-120 отработал корректно, но в результате нарушения работы рулевого двигателя РД-8 произошёл его взрыв в конце активного участка, хотя общая задача полёта была выполнена. Причиной нарушения работы стало засорение фильтра в клапане входа окислителя. 22 октября того же года состоялся третий пуск «Зенита», ставший полностью успешным.
Впервые в истории, 11 и 18 октября 1995 года, были проведены огневые испытания российского ракетного двигателя в США, которым стал РД-120. Тесты проводились на испытательном стенде E-8 компании Pratt&Whitney с целью оценки работоспособности РД-120 на американском топливе, и, в целом, пригодности данного двигателя для установки на американских носителях. Испытания прошли успешно. 
Кроме того, рассматривался вариант использования РД-120 на проектируемом компанией Orbital Sciences многоразовом транспортном космическом корабле X-34. Испытания показали, что по сравнению с другим кандидатом, американским RS-27, российский двигатель оказался более мощным, и потому более предпочтительным. Однако в 1996 году работы по X-34 были прекращены, а впоследствии проект окончательно свёрнут.
В мае 2019 НПО Энергомаш сообщило о возобновлении производства ракетного двигателя РД-120 (который до этого более 30 лет выпускался украинским Южмашем).